# Porto dos Mosteiros
Porto dos Mosteiros är en kommunhuvudort i Kap Verde.   Den ligger i kommunen Concelho dos Mosteiros, i den södra delen av landet, 90 km väster om huvudstaden Praia. Porto dos Mosteiros ligger 193 meter över havet och antalet invånare är 477. Den ligger på ön Fogo Island.
Terrängen runt Porto dos Mosteiros är varierad. Havet är nära Porto dos Mosteiros åt nordost. Närmaste större samhälle är Cova Figueira, 16,4 km söder om Porto dos Mosteiros. 